# Спасо-Богородицкий Одигитриевский монастырь
Спа́со-Богоро́дицкий Одигитрие́вский монасты́рь — женский монастырь Вяземской епархии Русской православной церкви, расположен в 12 км от города Вязьмы, недалеко от деревни Всеволодкино Вяземского района Смоленской области.

## История
Основан на месте кровопролитных оборонительных боёв Красной Армии в октябре 1941 года и заложен ради молитвенной памяти защитников Отечества, погибших при исполнении долга в годы Великой Отечественной войны в наши дни.
Монастырь открыт решением Священного синода 25 июля 2014 года. Монастырский храм Покрова Пресвятой Богородицы с приделом в честь мученика Иоанна Воина.
Для храма написаны и отреставрированы несколько воинских образов. Среди них Порт-Артурская икона Божией Матери и Августовская икона Божией Матери; двухчастный образ с житийными клеймами и изображением святых Илии Пророка и Георгия Победоносца.
В Покровском храме можно поклониться иконе Пресвятой Богородицы, на которой изображены воины Красной армии в плащ-палатках и с крестами в руках. Образ написан по благословению схиархимандрита Михаила (Балаева), насельника Троице-Сергиевой лавры, участника боёв за освобождение Вязьмы в марте 1943 года.
Монастырь расположен на месте «Вяземского ратного поля», где в октябре 1941 года проходила Вяземская оборонительная операция. Тогда в период со 2 по 13 октября в этих местах погибли или пропали без вести десятки тысяч советских солдат.
Поминовение воинов идёт непрерывно. Синодик монастыря на 1 февраля 2022 года насчитывает 61188 имен воинов, записанных сестрами вручную с 1999 года. [когда?]

.
Регулярные богослужения ведутся в храме Покрова Пресвятой Богородицы.